# Camugnano
Camugnano (en dialecte bolonyès: Camgnèin o Camugnàn) és un comune (municipi) de la Ciutat metropolitana de Bolonya, a la regió italiana d'Emília-Romanya, situat uns 40 km al sud-oest de Bolonya.
L'1 de gener de 2018 tenia 1.839 habitants.
Camugnano limita amb els següents municipis: Cantagallo, Castel di Casio, Castiglione dei Pepoli, Grizzana Morandi, Sambuca Pistoiese i Vernio.